# Чандпур (округ)
Чандпур (бенг. চাঁদপুর জেলা, англ. Chandpur District) — округ на востоке Бангладеш, в области Читтагонг. Образован в 1984 году. Административный центр — город Чандпур. Площадь округа — 1704 км². По данным переписи 2001 года население округа составляло 2 210 162 человека. Уровень грамотности взрослого населения составлял 37,8 %, что немного ниже среднего уровня по Бангладеш (43,1 %). 92,55 % населения округа исповедовало ислам, 7,18 % — индуизм.

## Административно-территориальное деление
Округ состоит из 7 подокругов.
Подокруга (центр)
1. Чандпур-Садар (Чандпур)
2. Фаридгандж (Фаридгандж)
3. Хаймчар (Хаймчар)
4. Хаджигандж (Хаджигандж)
5. Качуа (Качуа)
6. Матлаб (Матлаб)
7. Шахрасти (Шахрасти)